# Munis Almuzafar
Alboácem Munis (em árabe: ابوالحسن مؤنس; romaniz.: Abū'l-Ḥasan Mu'nis; ca. 845/846-933), também comumente conhecido pelos cognomes de Almuzafar (em árabe: المظفر; romaniz.: al-Muẓaffar; lit. "o Vitorioso") e Alcadim (em árabe: ﺍﻟﺨﺎﺩﻡ; romaniz.: al-Khadim; lit. "o Eunuco"), foi um comandante-em-chefe do exército abássida de 908 até sua morte em 933 e virtual ditador e fazedor de reis do Califado Abássida de 928 em diante. Um veterano das campanhas sob o califa Almutadide (r. 892–902), distinguiu-se por salvar o jovem califa Almoctadir (r. 908–932) do golpe palaciano de 908. Com o apoio califal, tornou-se comandante-em-chefe do exército, no qual serviu em várias expedições contra o Império Bizantino, derrotou as invasões fatímidas do Egito em 915 e 920 e salvou Baguedade dos carmatas em 927.
Em 924, ajudou a assegurar a demissão e execução do vizir ibne Alfurate, após o que sua influência política cresceu enormemente, ao ponto que brevemente depôs o califa Almoctadir em 928. Sua rivalidade com o califa e com a burocracia civil da corte finalmente resultou em um confronto aberto em 931–932 que terminou com a vitória de Munis e a morte do califa em batalha. Munis instalou um novo califa, Alcair (r. 932–934), mas em agosto de 933 Munis e seus oficiais seniores foram executados. A carreira de Munis marchou o começo de um novo período de tumulto no declinante Califado Abássida, levando-o à sua aquisição pelos buídas em 946.

## Vida

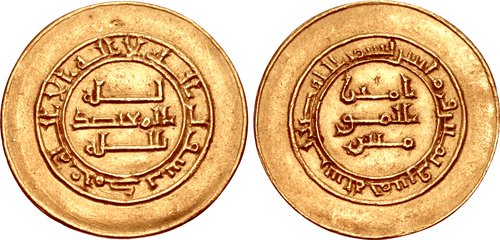
Dinar de ouro do califa Almutadide r.

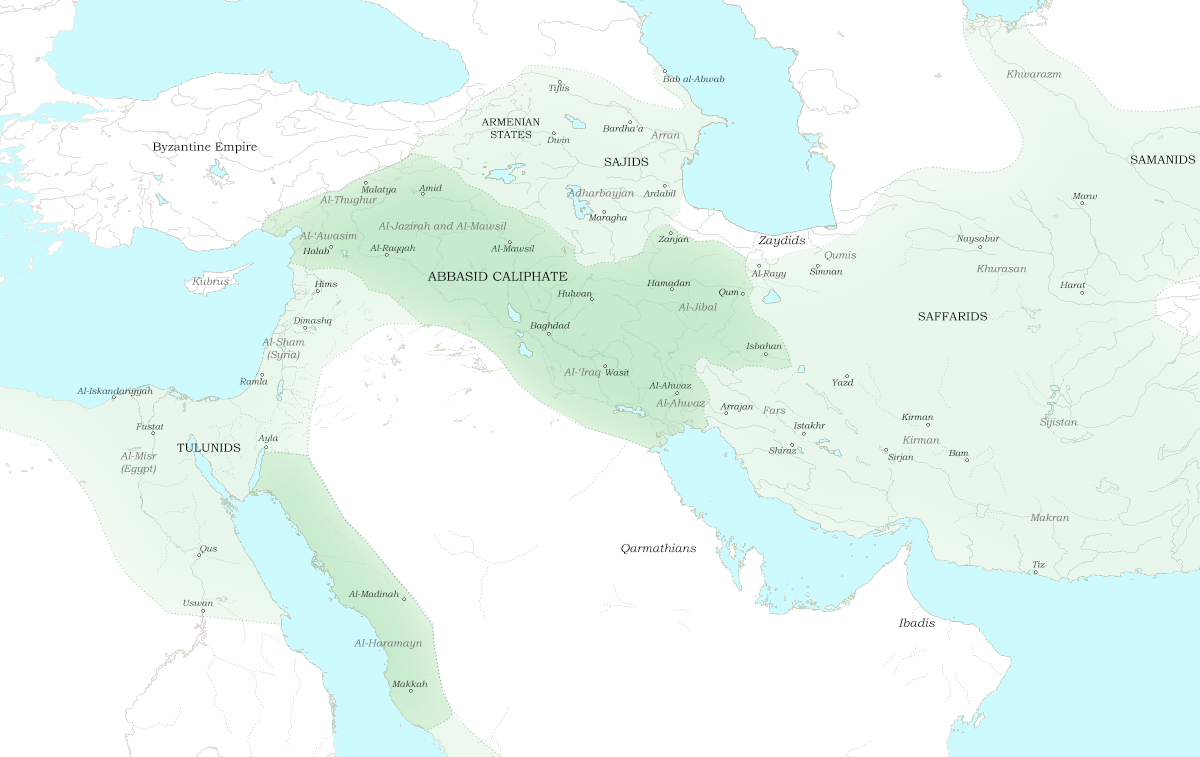
Califado Abássida em 900. As porções em verde escuro representam os territórios controlados diretamente pelo califa

Segundo o relato do século XIV de Aldaabi, Munis tinha 90 anos quando faleceu, o que indica um nascimento ca. 845/846. Foi um escravo eunuco, e é por vezes chamado Alcadim ("o Eunuco") nas fontes para distingui-lo de seu colega contemporâneo, o tesoureiro Munis Alfal ("o Garanhão"). Aparece pela primeira vez como um gulam do futuro califa Almutadide (r. 892–902) durante a supressão da Revolta Zanje em 880/881, e ascendeu à posição de chefe de polícia (saíbe da xurta) no campo de Almutadide em 900. Aldaabi, contudo, relata que o califa baniu-o para Meca, de onde foi chamado de volta após a ascensão de Almoctadir (r. 908–932) em 908, uma afirmação aparentemente corroborada por sua completa ausência nas fontes durante o reinado subsequente de Almoctafi (r. 902–908)
Munis ascendeu à proeminência cedo durante o reinado de Almoctadir: em 908, logo após a ascensão do califa, uma facção da burocracia e o exército lançaram um golpe para depô-lo em nome de seu irmão Abedalá ibne Almutaz. Munis liderou a defesa do palácio e o golpe colapsou, o que garantiu-lhe a gratidão e apoio do jovem califa e sua influente mãe e solidificou sua posição entre os grandes da corte abássida, como o comandante-em-chefe do exército abássida permanente, uma força composta por 9 000 homens em 927. Em 909, liderou o costumeiro raide de verão (saifa) contra o Império Bizantino, lançando uma invasão na Anatólia bizantina de Melitene e retornando com muitos presos. No ano seguinte, conseguiu recuperar a província de Pérsis do declinante Império Safárida, tomando vantagem do conflito entre o emir safárida Alaite ibne Ali (r. 909–910) e o antigo general safárida Sebuqueri, que havia tomado controle da província. Quando o irmão de Alaite, Almudal, invadiu Pérsis, Sebuqueri chamou o califa por ajuda, e um exército sob Munis foi enviado. Alaite foi derrotado e capturado, enquanto Sebuqueri foi logo depois como governador quando falhou em juntar o tributo prometido. No ano seguinte, 909/910, supervisionou a troca de prisioneiros com os bizantinos.
Em 914, os fatímidas, que anos antes haviam tomado a Ifríquia ao expulsar os reinantes aglábidas, lançou uma invasão do Egito sob Abul Alcacim, o futuro califa Alcaim Biamir Alá (r. 934–946). Os fatímidas conseguiram capturar Alexandria, mas falharam em tomar a capital provincial de Fostate. Em 915, Munis liderou os reforços abássidas ao Egito expulsou para fora do país novamente, pelo que adquiriu o lacabe honorífico de Almuzafar. Em seu retorno do Egito, foi ordenado avançar para a zona fronteiriça jazirana (tugur), onde os bizantinos, tomando vantagem da rebelião de Huceine ibne Hamadã, capturaram a fortaleza de Hicim Mançor (Hisn Mansur) e deportaram sua população. Em retaliação, liderou um grande raide no final do verão de 916, capturando várias fortalezas nas imediações de Melitene, enquanto ordenou que Abu Alcacim Ali liderasse outro raide de Tarso. Em setembro/outubro de 917, em resposta à embaixada bizantina liderada por João Radeno, supervisionou, junto com Bixer Alafexini, o governador de Tarso e da zona fronteiriça ciliciana, outra troca de prisioneiros no rio Lamos.

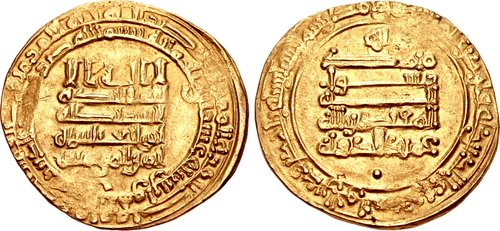
Dinar de ouro de Almoctadir r.

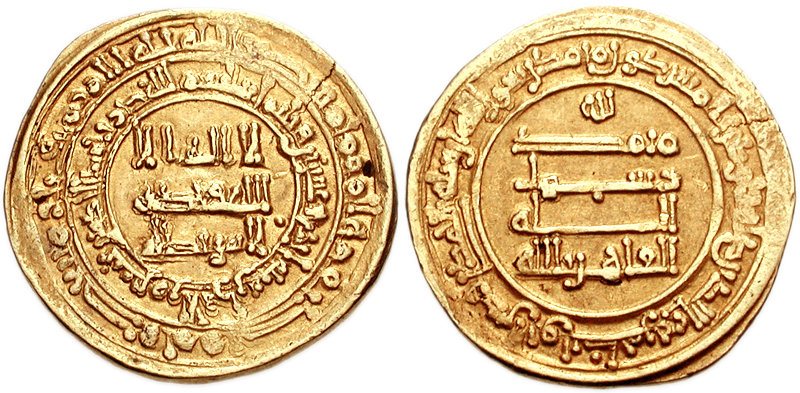
Dinar de ouro de Alcair r.

Em 918–919, Munis fez campanha contra o governante rebelde do Azerbaijão, o emir sájida Iúçufe ibne Abi Alçaje (r. 901–919; 922–928), que tomou parte dos tributos pertencentes a Baguedade e havia tomado algumas províncias no norte do Irã do Império Samânida sem aprovação do califa. Em sua primeira campanha em 918, Iúçufe inicialmente retirou-se diante de Munis para a capital azerbaijana, Ardabil. Após as tentativas de mediação com o califa pelo vizir Alboácem Ali ibne Alfurate falharem, Iúçufe confrontou Munis numa batalha campal diante de Ardabil, onde Munis foi derrotado. No ano seguinte, contudo, Munis derrotou Iúçufe numa segunda batalha diante de Ardabil e levou-o como prisioneiro para Baguedade. Iúçufe permaneceu cativo em Baguedade por três, enquanto no meio tempo, o gulam de Iúçufe, Subuque (r. 919–921), manteve o poder no Azerbaijão, tendo assegurado o reconhecimento do califa. Seria Munis, entretanto, que convenceria o califa Almoctadir a libertar Iúçufe em 922 e restaurá-lo para sua antiga posição, desta vez como servo do governo abássida.
Em 920–922, Munis foi instrumental na derrota de um segundo exército fatímida enviado para tomar o Egito. Os fatímidas novamente tomaram Alexandria e ocuparam Faium, mas sua frota foi afundada e Munis derrotou seu exército diante de Fostate, capturando Abu Alcacim em Faium, donde foi capaz de escapar apenas com pesadas baixas. Em 923, lançou outro raide em território bizantino, capturando alguns fortes e retornando com muito butim. Na corte, Munis foi precoce e acérrimo de ibne Alfurate, e um aliado do principal rival dele, Ali ibne Issa Aljarrá e sua facção. O conflito entre os dois chegou ao ápice durante o terceiro vizirado de ibne Alfurate, em 923–924. Este foi um período conturbado, que viu Munis ser enviado para um quase-exílio em Raca, o espalhar da tortura dos oponentes políticos dos Banu Alfurate, bem como o ressurgimento da ameaça carmata com o saque de Baçorá e a destruição da caravana haje retornando de Meca. Tudo isso culminou num golpe militar, a deposição de ibne Alfurate, a reconvocação de Munis e a subsequente execução do velho vizir e seu filho.

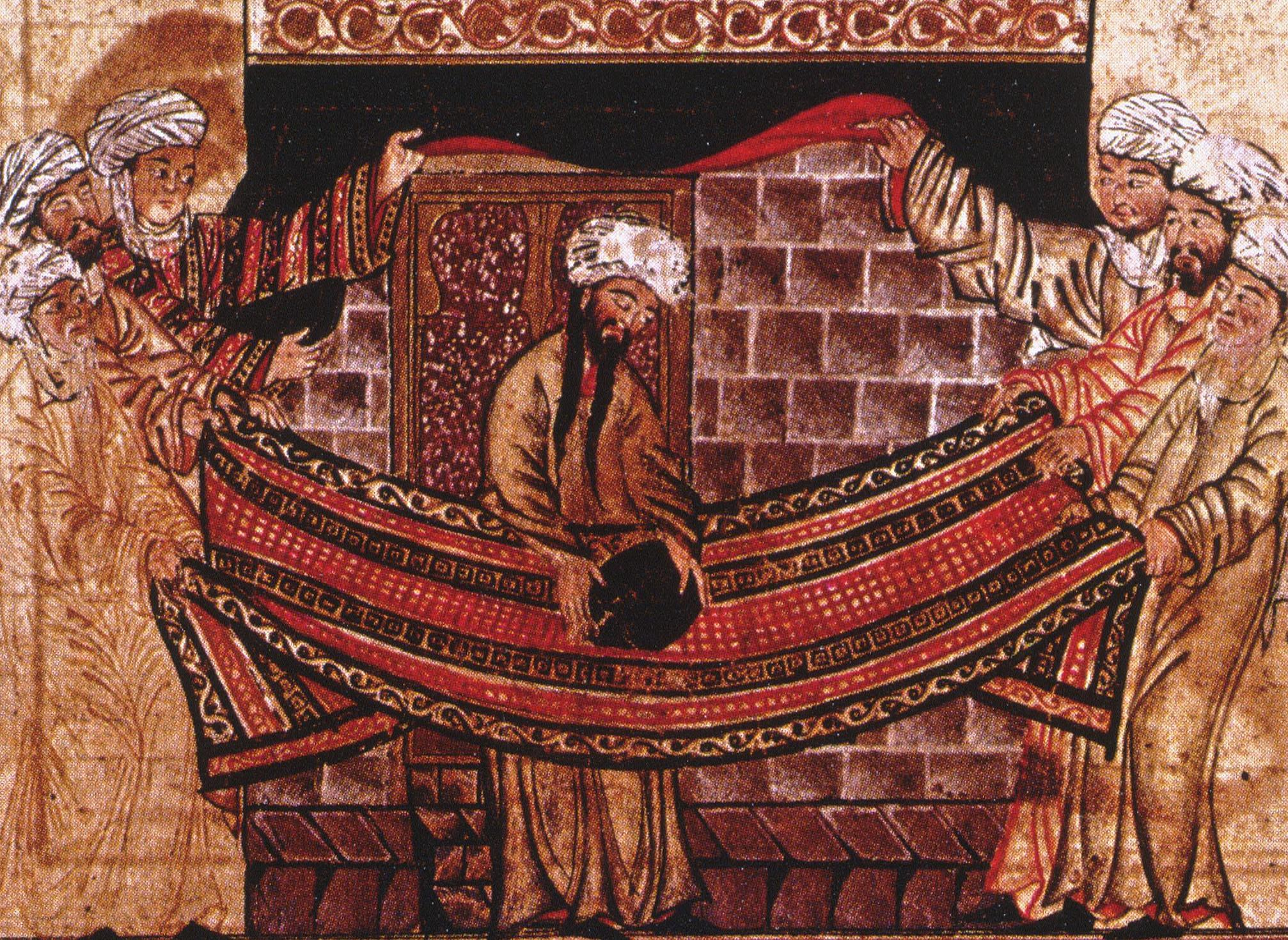
Iluminura de 1315 retratando Maomé com a Pedra Negra

Isso marcou o apogeu da carreira de Munis: ele estava agora em controle virtual do governo e foi um fator determinante na nomeação dos sucessores de ibne Alfurate como vizires. Ao mesmo tempo, contudo, seu poder criou uma cisão crescente entre ele e o califa, com Almoctadir conspirando para assassinar seu principal general em 927. No verão do mesmo ano, Munis liderou um exército para a fronteira em torno de Samósata que os bizantinos haviam saqueado. Os bizantinos conseguiram pegar o exército abássida de surpresa e infligiram uma derrota sobre eles, matando 400 homens. No mesmo ano Munis, com ajuda dos hamadânidas, defendeu com-sucesso Baguedade contra um ataque carmata. Os raides carmatas foram particularmente problemáticos: não apenas devastaram os distritos férteis do Sauade — a principal fonte de receita do governo — mas também diminuíram o prestígio do califa e sua dinastia, especialmente após o saque carmata de Meca em 930 e o roubar da Pedra Negra, precipitando uma luta de poder em Baguedade entre Munis e a facção cortesã. Em 928, após a demissão de seu favorito, Ali ibne Issa, do vizirado, Munis lançou um golpe e depôs Almoctadir e instalou seu meio-irmão Alcair em seu lugar, porém ele renegou apenas alguns dias depois. Munis agora possuía autoridade ditatorial virtual sobre o governo abássida. Em 931, Almoctadir reuniu apoio suficiente para forçá-lo a deixar Baguedade, mas em 932, após reunir as tropas, Munis marchou sobre Baguedade e derrotou o exército califal diante dos muros da cidade, com Almoctadir caindo no campo. Triunfante, Munis instalou Alcair (r. 932–934) como califa, mas os dois rapidamente se estranharam. O novo califa reiniciou os contatos com a derrotada facção cortesão, e logo encontrou-se confinado em seu palácio. No entanto, em agosto de 933, Alcair conseguiu ludibriar Munis e seus principais tenentes a irem ao palácio, onde foram executados.

## Avaliação
O papel de Munis na história do Califado Abássida é ambígua. Michael Bonner escreve que ele "manteve o restante do exército unido e salvou o califado em várias ocasiões", enquanto segundo Harold Bowen, "a influência de Munis foi no todo exercita para o bem", mas ele não era "nem forte nem inteligente o suficiente" para evitar a renovação do declínio do Estado abássida. Além disso, sua tomada do poder pela força militar e a morte de um califa — o primeiro incidente do tipo desde a Anarquia de Samarra duas gerações antes — deixou um precedente desastroso. Os últimos anos da vida de Munis inauguraram um novo período de anarquia, onde califas impotentes tornaram-se marionetes nas mãos de uma série de poderosos militares regionais, que disputavam o título de emir de emires e controlavam o governo abássida e sua receita até Baguedade, e o Califado Abássida, por sua vez, caiu para os buídas em 946.